# Acalolepta bisericans
Acalolepta bisericans es una especie de escarabajo longicornio del género Acalolepta, tribu Monochamini, subfamilia Lamiinae. Fue descrita científicamente por Kriesche en 1936.
Se distribuye por Islas Salomón. Mide aproximadamente 20-26 milímetros de longitud. El período de vuelo de esta especie ocurre en el mes de agosto.